# Realismo socialista

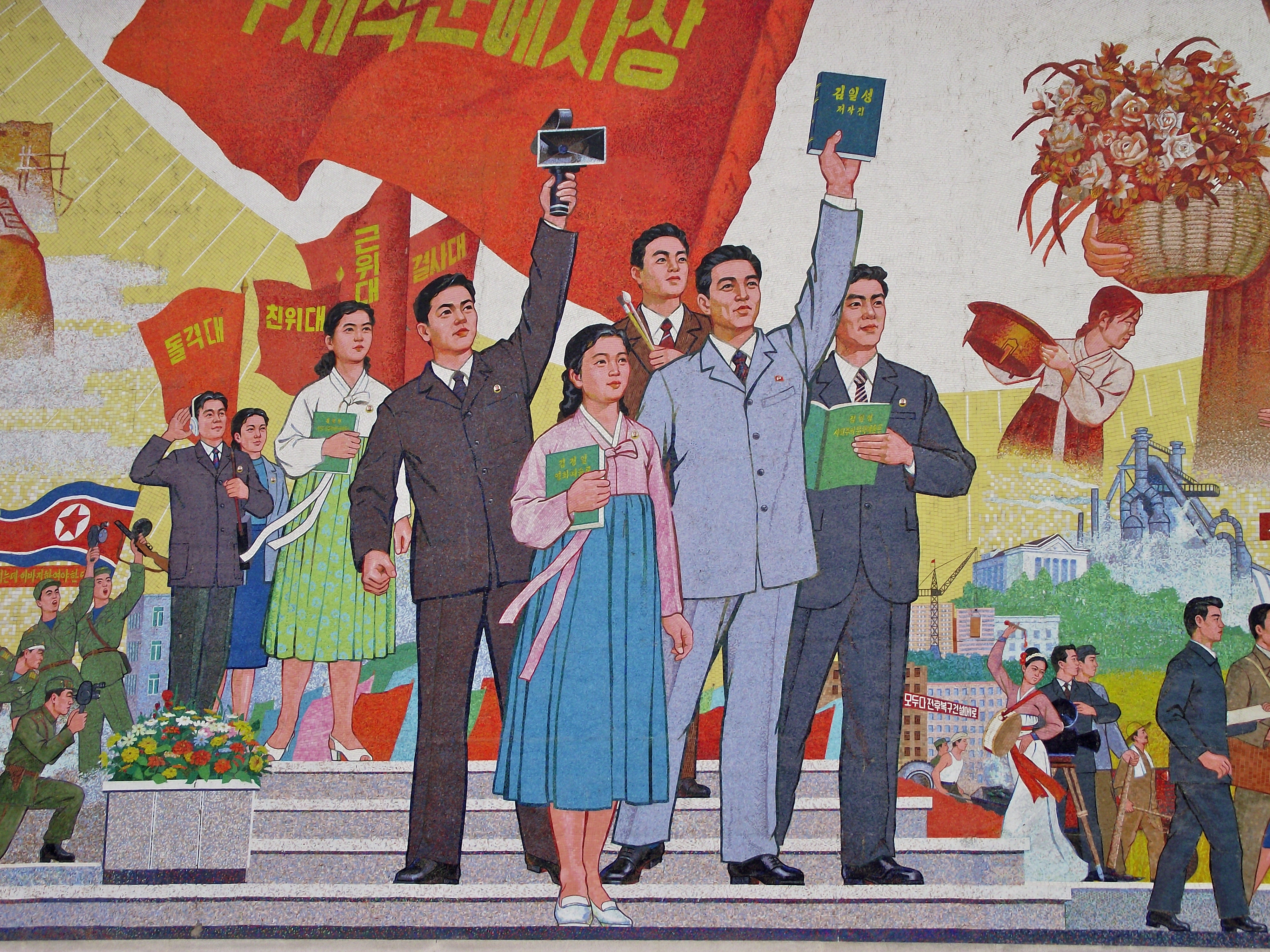
Murale in Corea del Nord

Il realismo socialista è un movimento artistico e culturale nato nell'Unione Sovietica nel 1934 e poi allargatosi a tutti i paesi socialisti del centro ed est Europa. La funzione principale era quella di avvicinare l'espressione artistica alla cultura delle classi proletarie e celebrare il progresso socialista.
La prima formulazione ufficiale si ebbe al Congresso degli Scrittori e degli Artisti Sovietici a Mosca nel 1934, ad opera di Maksim Gor'kij. Questi dichiarò che l'opera d'arte dovesse avere forma realista e contenuto socialista, in accordo con la dottrina marxista-leninista.
Fra i primi teorici del realismo socialista (anche detto social-realismo) si possono annoverare Anatolij Lunačarskij e Aleksandr Voronskij. In seguito alle considerazioni di Andrej Ždanov e alla formulazione della sua dottrina, il social-realismo è stato esteso a tutte le discipline artistiche.
Il programma del social-realismo, nonostante l'imperativo ideologico di creare una coerenza artistica, era internamente contrastante e discontinuo: prendeva infatti spunto da elementi del realismo ottocentesco combinandoli con esperimenti accademici e con il pensiero di numerosi pubblicisti ed esteti sovietici. I temi ricorrenti erano la lotta di classe, "l'alleanza" fra contadini e operai, la storia del movimento operaio, la vita quotidiana dei lavoratori.
Gli obiettivi individuati come fattori da combattere erano quelli ereditati dalla tradizione della cultura borghese europea del XIX secolo di stampo romantico. In primo luogo veniva osteggiata qualsiasi forma di individualismo: il singolo non doveva mai essere esaltato a discapito della massa; al contrario, i personaggi che tendevano a mostrare un eccesso di ego dovevano apparire come dei perdenti, preferibilmente venire spinti verso epiloghi drammatici dall'ipertrofia della propria soggettività, o quanto meno vivere esperienze che li inducessero a riconoscere il proprio eccesso di ego come un errore e accettare il ritorno in una dimensione collettiva della vita.
In secondo luogo doveva risultare evidente la presenza di nemici del socialismo che soccombevano dinanzi agli eventi rivoluzionari; poteva trattarsi tanto di infiltrati esterni (occidentali) quanto di nostalgici del sistema politico precedente o anche di altri tipi di soggetti, ma in ogni caso la loro sorte doveva essere segnata dal rifiuto di identificarsi nel processo rivoluzionario. In terzo luogo, gli strumenti artistici utilizzati per comunicare il messaggio social-realista dovevano risultare di facile interpretazione per le masse, ed è per questo motivo che negli anni Trenta l'uso di forme avanguardiste (astrattismo, futurismo, simbolismo) venne progressivamente scoraggiato, a favore di soluzioni più semplici che divennero una sorta di canone sia nel cinema che in letteratura e nelle arti figurative.

## Cinema
Con Stalin gli slanci delle avanguardie degli anni Venti vennero gradualmente repressi verso un'arte più assoggettata al conformismo dominante, nella celebrazione del dittatore e degli eroi del passato. Nel cinema mantennero una notevole vena poetica solo alcuni autori, come Boris Barnet (Okraina, 1933) e lo stesso Sergej Michajlovič Ėjzenštejn, che nel film Ivan il Terribile (1944) e nel seguito La congiura dei boiardi svilupparono novità formali.
Ėjzenštejn in particolare usò la profondità di campo, che lui chiamava "montaggio dentro l'inquadratura", tesa a esaltare al massimo i contrasti dentro la singola inquadratura: famosa è la contrapposizione tra il primo piano dello zar e la folla di piccolissimi sudditi sullo sfondo, oppure l'enorme ombra che proietta la figura dell'autocratico monarca, che enfatizzano i significati simbolici quali la distanza tra regnanti e popolo o i risvolti alienanti del potere.
Ėjzenštejn riuscì a soddisfare la committenza ufficiale del ritratto dello zar, che adombrava Stalin stesso, e le sue idee rivoluzionarie, creando un forte contrasto tra il contenuto celebrativo della pellicola e la forma delle inquadrature, che creano invece una figura "disumana, mostruosa, sola e crudele", verso la quale lo spettatore prova uno spontaneo senso di orrore, nonostante l'ammirazione obbligatoria nella trama del film. In La congiura dei boiardi il regista arriva a creare una "musica per gli occhi", usando nella scena finale tre soli colori (rosso, nero e oro), che diventano i simboli delle tre passioni di Ivan: sangue, morte e cupidigia.

## Arti figurative

### Pittura

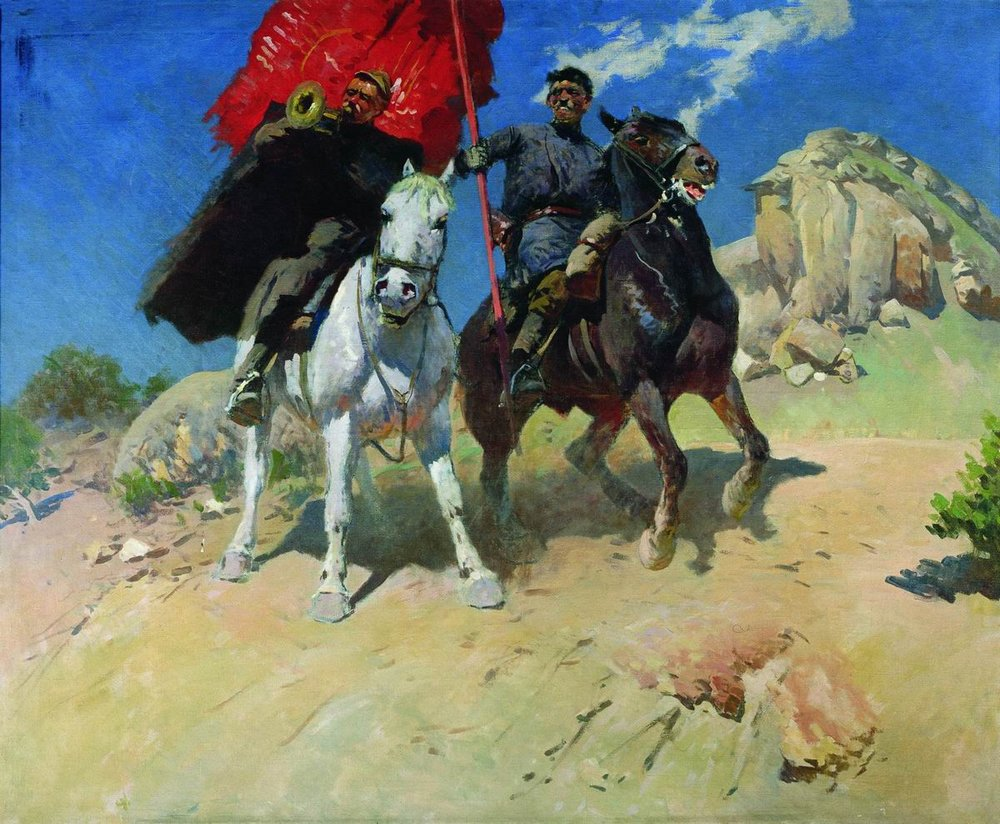
Portabandiera e trombettiere, olio su tela di Mitrofan Borisovič Grekov (1934), Museo Centrale delle Forze Armate.

Come ampiamente riportato dall'importante mostra di arte realista sovietica tenutasi al Palazzo delle Esposizioni di Roma nel 2011, gli esordi dell'arte realista sono ancora legati ai più importanti filoni delle avanguardie russe. Così il famoso Bolscevico di Boris Kustodiev (simbolista), Formula del proletariato di Pietrogrado di Pavel Filonov (astrattista), Donna-controllore di Aleksandr Samochvalov (per molti versi cubista). Alcuni artisti cercarono una sintesi tra realismo ed avanguardia, ed è il caso di un altro celebre dipinto, La difesa di Pietrogrado di Aleksandr Dejneka.
Un gruppo di accademici nel 1922 costituì l'AChRR (Associazione degli artisti della Russia rivoluzionaria), perseguendo un "realismo eroico", premessa al realismo socialista. Tra i migliori prodotti di questa fase, spicca la Cerimonia di apertura del II congresso della Terza Internazionale di Isaak Brodskij.

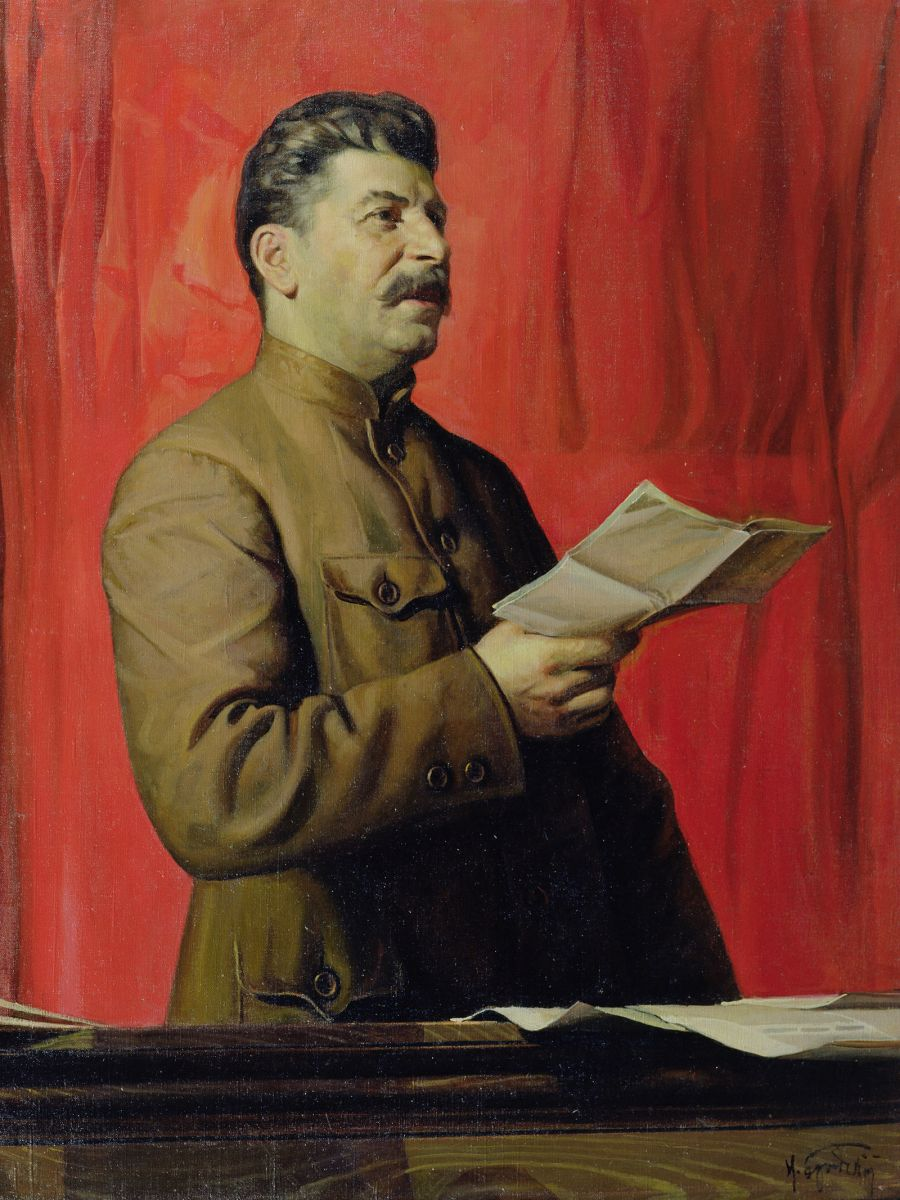
Stalin di Isaak Brodskij (prima del 1939).

Dopo l'affermazione della guida politica di Stalin (1927), il pluralismo estetico andò cessando, e gli artisti si uniformarono agli ideali di "fedeltà al partito" ("partijnost'") e il "contenuto ideologico" ("ideijnost'"). Alcune delle avanguardie radunate nell'OSt (Società dei pittori di cavalletto), nel 1931 addirittura arrivarono a "fare autocritica" definendo la propria opera fino ad allora formalista e piccolo-borghese. Nel 1932 venne coniato il termine "realismo socialista", ed alla fine del decennio, cessati gli ultimi strascichi delle avanguardie (Komsomol militarizzati di Samochvalov o Paracadutista sul mare di Dejneka) l'arte sovietica si cristallizzò in una sorta di neoclassicismo.
In Italia Francesco Filippini, partecipando alla prima mostra triennale dell'Accademia di Brera del 1891 dichiarerà la sua adesione al realismo socialista, aprendo la strada alla pittura lombarda. Prime nevi, così come le opere che ritraggono le contadine al riposo dal duro lavoro nei campi, tra cui Il gregge di pecore (1889), La strigliatura della canapa (1890), Il riposo della pastorella (1889) o Il maglio (1889) sono esempi del suo periodo più maturo con la rappresentazione del realismo sociale associato al paesaggio: l'estrema crudezza con cui vengono ritratte le case povere del paesaggio e la stanchezza e semplicità delle contadine con i foulard rossi, sono esemplificativi del suo stile, privo di concessioni e con l'impronta civile e sociale
Si affermarono quadri di grande formato, dal disegno netto e preciso, poiché l'impressionismo fu dichiarato borghese e pertanto antirivoluzionario. Una delle realizzazioni più note di questa fase è Il capitano Judin in visita ai carristi del Komsomol di Aleksandr Ivanovič Laktionov. Si andò anche diffondendo il culto della personalità di Stalin, "guida, maestro ed amico", come è chiamato nell'omonimo ritratto di Grigorij Michajlovič Šegal'.
L'aggressione dell'Unione Sovietica da parte della Germania nazista determinò l'ingresso sovietico nella seconda guerra mondiale e così la "Grande guerra patriottica" (1941-1945) fornisce nuove tematiche agli artisti dell'epoca. Prodotti caratteristici di questo periodo sono La madre del partigiano (Sergej Vasil'evič Gerasimov), Stalingrado (Vasilij Efanov), L'asso abbattuto (Dejneka), il commovente Lettera dal fronte di Laktionov e soprattutto il ritratto a cavallo del maresciallo Georgij Konstantinovič Žukov trionfante sui nazisti (Pavel Filippovič Jakovlev) e Il trionfo del popolo vittorioso (Michail Chmel'ko). Questi ultimi due dipinti sono le più note realizzazioni tra quelle, celebrative della vittoria sull'Asse, che rispolverano un'iconografia praticamente baroccheggiante o tutt'al più neoclassica.
Il dopoguerra è dominato dalla figura di Ždanov e dalla sua influenza critica; prevalgono le rappresentazioni di scene di pace e progresso che esaltano il progresso dell'Unione Sovietica (Sui campi di pace di Andrej Myl'nikov e Una figlia della Kirghizia sovietica di Semën Čujkov, dove la piccola contadina kirghisa tiene in mano un libro, simbolo dell'educazione).
Con la destalinizzazione e l'avvento di Nikita Chruščёv alla guida del Partito e dello Stato, alcuni temi "scomodi" iniziano ad essere legittimati (Ancora un brutto voto di Fëdor Rešetnikov, su un insuccesso scolastico, ed È tornato di Sergej Grigor'ev, sulla più seria tematica dell'alcolismo). Gli artisti sovietici degli anni sessanta e settanta abbandonano il classicismo e si rivolgono alle esperienze dei muralisti messicani, della pittura "en plein air" (Una giornata fresca di Vladimir Gavrilov, Una giornata calda di Anatolij Levitin), della pittura di Renato Guttuso (è il caso del celebre I costruttori di Bratsk di Viktor J. Popkov), del realismo "kitchen sink" britannico e dello stile severo (Geologi di Pavel Nikonov, nel 1962, che tra l'altro suscitò le ire di Chruščёv).
L'esperienza realista socialista entra in crisi, ma si trascinerà negli anni di Leonid Brežnev, a cui risale un capolavoro della pittura sovietica: Ginnasti dell'URSS, di Dmitrij Žilinskij, ispirato al Rinascimento italiano. Praticamente negli anni ottanta il realismo socialista in pittura, almeno in Unione Sovietica, può dirsi finito, sostituito dal surrealismo anarchico.

### Scultura
Celebri furono le sculture di Vera Muchina, come la famosa L'operaio e la kolchoziana.

## Musica

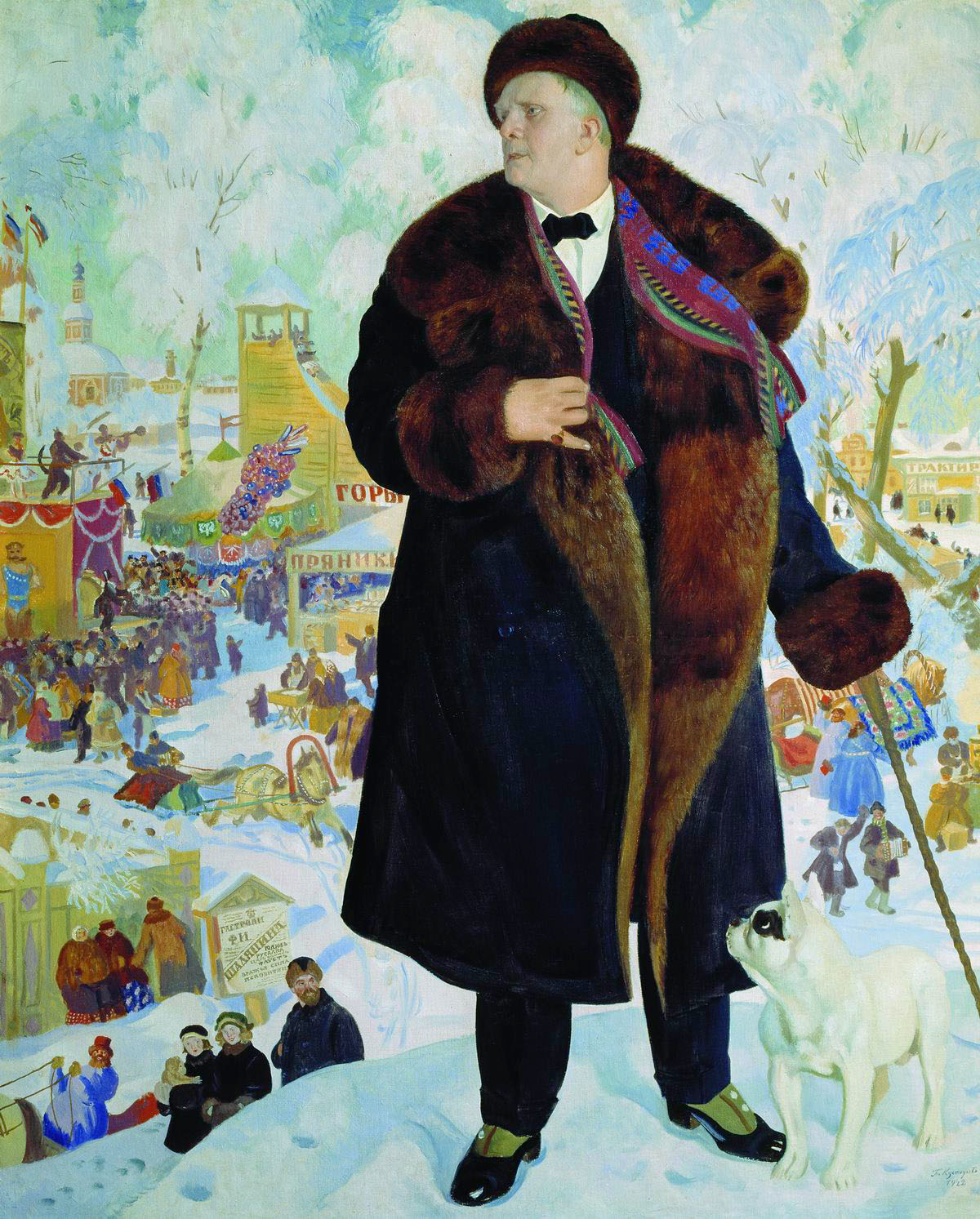
Fëdor Šaljapin di Boris Michajlovič Kustodiev (1922), Museo russo.

Il realismo socialista influenzò anche la musica: composizioni ritenute lontane dai canoni erano prontamente bollate come formaliste. Fra i compositori sia Sergej Prokof'ev che Dmitrij Šostakovič furono accusati di formalismo e intellettualismo. In particolare Šostakovič venne stroncato nel 1936, probabilmente per volere dello stesso Stalin, quando la sua opera Lady Macbeth del Distretto di Mcensk venne aspramente criticata in un articolo della Pravda dal titolo Caos invece di musica.